# Vladimír Javorský
Vladimír Javorský (ur. 2 maja 1962 w Ostrawie) – czeski aktor.

## Życiorys
Ukończył Akademię Sztuk Scenicznych im. Leoša Janáčka w Brnie. Laureat Czeskiego Lwa dla najlepszego aktora.

## Wybrana filmografia
- 1998: Chlapci a chlapi
- 1997: Cudowne lata pod psem
- 2000: Ene bene
- 2003: Most
- 2005: Kawałek nieba
- 2007: ROMing
- 2011: Kwietne pączki